# Katidpom
Katidpom (en rus: Катыдпом) és un poble de la República de Komi, a Rússia, segons el cens del 2010 tenia 2 habitants.